# Kántor Erzsébet
Kántor Erzsébet (Kolozsvár, 1938. február 10. – 2011. július 11.) műfordító. Kántor Lajos felesége.

## Életútja
A kolozsvári tanítóképző elvégzése (1955) után a Babeș–Bolyai Tudományegyetem filológiai karán szerzett román szakos tanári diplomát (1965). A búzai, kerelőszentpáli és tordaszentlászlói általános iskolában tanított, 1967 óta a Kolozsvári Traian Vuia Szaklíceum tanára.
Első írását az Igaz Szó közölte (1965), fordításai az Igazság, Korunk, Igaz Szó, valamint a szegedi Tiszatáj, az újvidéki Híd, a budapesti Nagyvilág és Új Tükör, a pozsonyi Irodalmi Szemle hasábjain jelentek meg.
Az 1989-es fordulat egyik előkészítője volt azzal, hogy szamizdatot terjesztett. 1989 után bekapcsolódott a politikai, művelődési életbe, egyik szerzője volt Kulcsok Kolozsvárhoz : a föl nem adható város (2008) című kötetnek.

## Kötetben megjelent fordításai
- Vasile Rebreanu: Talita Kumi (novellák és karcolatok, 1968);
- Sorin Titel: A fogoly hosszú utazása (elbeszélések, 1975);
- A túlélés iróniája (mai román kisregények, Budapest, 1976);
- Anton Holban: Értelmetlen halál (kisregények, Kántor Lajos utószavával, 1978);
- Marin Sorescu: Hideglelés (dráma, Modern Könyvtár, Bp. 1980);
- Radu Flora: Csapda (regény, Kántor Lajos utószavával, Újvidék 1980);
- Alexandru Ivasiuc: Előszoba (1983);
- Eugen Simion: Élmények kora, vallomások kora, Párizsi napló (1983).

## Társasági tagság
- Etnikumközi Párbeszéd Társaság magyar alelnöke (1992-)[5]